# Rafael Rotllán
Rafael Rotllan (Lebrija, 1878-Madrid, 31 de marzo de 1922) fue un periodista y escritor español.
Tras cursar el Bachillerato en el colegio de los padres jesuitas de El Puerto de Santa María, estudió Filosofía y Humanidades en el noviciado de la Compañía de Jesús en Granada.
Dedicado al periodismo, colaboró en varios periódicos de provincias. Posteriormente se trasladó a Madrid, donde fue redactor de El Siglo Futuro. A principios de la década de 1910 pasó a la redacción de El Debate, periódico en el que fue redactor jefe y crítico teatral.
Fue autor y traductor de varias novelas. Se destacó notablemente como crítico teatral y su opinión autorizada ejercía gran influencia en el público, en las empresas, en los autores y en los artistas de teatro. Falleció a consecuencia de una uremia.